# ろう文化
ろう文化（ろうぶんか、英: Deaf culture デフ・カルチャー）は、ろう者の文化である。手話を基礎とし、聴覚でなく視覚、触覚を重視する生活文化を指す。ろう者の文化的集団をろう者社会（英: deaf community）という。考え方自体が欧米からの輸入であるため「デフ・コミュニティ」とカタカナ表現がそのまま使われることが多い。
ろう者社会の文化的権利を強調するときは、欧米におけるマイノリティ（少数派=社会的弱者）としての側面が強調される。国際人権法に則って制定された障害者権利条約の第30条では、手話と共にその国家による承認と支援が「文化的生活への参加権」の一つとして明記されるに至った。

## 概要
ろう者は意思の疎通において聴覚でなく視覚・触覚だけに頼る。これによって独特の文化が生み出される。最も基礎となるのが聴覚でなく視覚を基礎とする手話言語である。近くにいる他人を呼ぶときは手を振るか、軽く肩か腕をたたく。また、遠くにいる他人に注意を喚起するときは、声でなく壁や床を叩いて振動を起こす、あるいは電灯を点滅して操作する等、視覚、触覚が使われる。インターネットによるテレビ電話導入以前は電話が使えなかったため、用件の連絡には互いの家を直接訪問したなど、生活慣習にも違いが生まれる。
また、ろう文化はアメリカの公民権運動との関連で文化権として強調されるため、政治的な意義も含む。ろう者の政治的な団結のため、同朋意識（group Identity）の高揚をねらう目的でも「ろう文化」が強調される。よって、ろう文化やデフ・コミュニティに所属するということは、聞こえない自分に対して誇りを持つという考え方と直結する。
ろう者が初めてデフ・コミュニティに出会い、ろう文化に触れる場所はろう学校である。ここで、彼らは仲間と出会い、やがて集団の中で成長する。この集団はデフ・コミュニティとなっていく。一方でろう文化はろう者の政治的団結を目的とした集団意識との側面もあり、それが場合によっては聴者に対する対抗意識として現れる。
ろう学校に通わず統合教育により一般学校に通った聴覚障害者、成人後に聴覚を失った中途失聴者、また難聴者は、ろう文化やろう者集団の集団意識になじめず抵抗感を持つ場合もある。一方で統合教育出身のろう者が熱心なろう文化支持者になる場合もある。ちなみに聴覚障害者の両親から生まれた子供で聴者であるコーダは、ろう文化と聴者文化の2つを身に付けている。

## 歴史
手話、ひいてはろう文化、そしてろう社会の共同体意識はずっと以前から存在した。ろう文化が政治的な意味での文化権として認識されるようになったのは、1988年にアメリカのろう者のための大学であるギャローデット大学で起こった抗議運動「デフ・プレジデント・ナウ（ろうの学長を今）」がきっかけであるとされる。これによりろう文化およびろう者社会という考えが一般社会に広く認知されただけでなく、特にアメリカではろう者の権利運動が公民権運動の一環であると認識されるようになり、後にこの考えは日本にも導入された。
障害者運動の進展により、以前は障害者が一般社会に適応するよう努力するべきであるとされていた考え方が逆転し、一般社会が障害者に開かれたものであるべきである、また障害者はそれを要求する権利があるという「ノーマライゼーション」の考え方が生まれた。
その結果、ろう者が就業あるいは一般の大学で学習する場合は、手話通訳が公費により供給されるのは当然であると考えられるようになり、これによりろう者が聴者と同じように一般社会で活躍する機会が生まれた。
アメリカのテレビドラマではろう者が手話通訳者とともに一般職や技術職で活躍する場面が時折見られる。近年では聾唖の女優のマーリー・マトリンが、人気テレビドラマ『マイネーム・イズ・アール』で聾唖の弁護士の役を演じている。また欧米では実際に聾唖の弁護士が存在する。つまり市民権運動の結果として、ろう者が社会で活躍する上で口話の能力が理論上は無関係となる。手話で授業が行われるギャローデット大学の学長であるキング・ジョーダン博士が就任演説で「Deaf people can do anything except hear.（ろう者は聞くこと以外は何でもできる。）」と発言した意義はここにある。また市民権運動の一環として、文化的少数者としてのろう文化の独自性が強調されるようになり、難聴者に対する口話教育は聴者文化および価値観の押し付けであるという意見が主張されるようになる。結果として特に1960年代から1970年代の欧米では、口話による教育から手話による教育へ移行するろう学校が増えた。また「文化的ろう」と「身体的ろう」を対比させるために、前者を頭文字が大文字の「Deaf」、後者を小文字の「deaf」と表記するようになった。
日本では、木村晴美（ろう者）と市田泰弘（聴者）が発行していたミニコミ紙『D』や、彼らが雑誌『現代思想』に発表した文章「ろう文化宣言」によって、この考え方が広まった。彼らの活動は後に彼らが米内山明宏らとともに設立したグループ「Dプロ」に引き継がれて発展し、この動きの中から「全国ろう児をもつ親の会」、フリースクール「龍の子学園」など、日本手話と日本語の読解と書記に重点を置く教育に取り組むグループも生み出した。またこれは後に説明する手話主義においては「バイリンガル・バイカルチュラル教育」と呼ばれているが「手話」と「書き言葉」のバイリンガルであり口話に重点を置くものではない（バイリンガルろう教育を参照）。これらの運動の背景には、日本のろう学校が従来は口話を教える場であるとされ、最近まで手話を禁止してきたことにも由来する。彼らの間では「口話教育は難聴者にはそれなりの成果があったものの、ろう者に対する教育としては失敗であった」とされるが、一方で日本の教育関係者の間では、彼らの実践するバイリンガル教育において重度聴覚障害児に日本語の読解と書記に十分な成果を上げたという事実はないと受け止められている。

## 手話法と口話法
ろう文化と大いに関係ある問題として、ろう教育を口話（厳密には口話によらない単感覚法も含まれるが、便宜上、口話と称する）と手話のどちらで行うべきかという、ろう教育が始まって以来未解決の議題が存在する。
歴史を遡れば、18世紀にフランスのシャルル・ミシェル・ド・レペーが手話によるろう教育を確立し、これを世界中に広めた。一方で同時期にドイツとイギリスでは読唇術を元にした口話法による教育を行っていたが、これは秘密としていたため初期にはこの手法は広まらなかった。前者はフランス法、後者はドイツ法として対比されることもある。また片方の教育法の優位性を主張する場合は、手話主義（Manualism）および口話主義（Oralism）として対比される。

## 人工内耳
近年、特に欧米の先進国では障害者の権利の向上により（理論上は）ろう者であること、つまり口話能力の欠如が社会で活躍する上での制限ではなくなったが、最近の医学の進歩、特に人工内耳の開発により難聴の治療が進み、これがろう社会、ひいてはろう文化に大きな影響を与えている。
人工内耳はあくまで補聴器のようなもので、現時点の性能では聴力を完全に取り戻すものではない。多くの場合、人工内耳により言葉の弁別は可能になるが、聞こえる音は自然なものではなく、成人後に聴覚を損失した難聴者であれば人工内耳から聞こえる音にすぐ慣れるが、生まれつきろうの子供が人工内耳をつける場合は口話能力の習得、とくに全く自然な会話能力の習得には訓練と努力が必要で、この場合は口話教育の優先が必要であると主張される。しかし人工内耳の効果には個人差もあり、まれに人工内耳に全く適応できない場合もある。
この問題の重大さを顕著に表すものとして、近年ではろう者の意識改革の先駆けとなった「デフ・プレジデント・ナウ」運動でギャローデット大学の学長に就任したキング博士の後継者の選出に関する抗議騒動が挙げられる。
同大学では長い選考過程の後、2007年1月就任予定の次の学長にジェーン・K・フェルナンデス博士が選出されたが、これに反対する学生と一部の教員、さらに大学の卒業生がフェルナンデスの就任前から辞任を要求する騒ぎになり、これが以前の「デフ・プレジデント・ナウ」運動と対比される形でマスコミに報道された。ギャローデット大学では現在、入学資格として英語と手話（ASL）の能力が必須であるが、フェルナンデスは統合教育の出身者にも大学の門を開くべきだとして、手話を入学資格の条件から外すべきだと主張した。フェルナンデスは統合教育出身のろう者であり、手話も成人後に習得したため、ろう学校出身者と比べて手話は流暢ではない。一部では辞任要求は「文化的ろう者による統合教育出身者に対する差別である」との声も上がっている。
フェルナンデスはコメントで「補聴器、人工内耳はますます性能が上がっている。遺伝子学の進歩はろうの子供を産まない選択をするという考えにも繋がってきている」「ギャローデット大学は、あらゆるろう者（all kinds of deaf people）を包合（embrace）しなければならない」と述べている。
2006年、フェルナンデスの学長就任は抗議運動により覆され、再度の選考でロバート・R・ダビラが暫定学長に任命された。

## ろう文化の例
- 人や物を指すときに指差しで示す。二人称であっても指差しをする。
- 人を呼ぶときに電灯をつけたり消したりして光で呼ぶ。またはテーブルを軽く叩いたり、床をどんどん踏み鳴らして振動で呼ぶ。
- 話す時はアイ・コンタクトを重視する。
- 飲食店等で店員を呼ぶ際は、大きな音で手を叩くか、手を上げて大きく振る。
- 点滅などで知らせるドアベルやベビーシグナルを活用する。
- 騒音の激しい環境や、離れている状況でも、手話で会話が可能である。
- 初対面でも結婚の有無や家族構成を尋ねる（ろうネットワークを使用するうえで相手の背景を知るため）。
- 電話が使えなかったため、夜遅い時間でもアポなしで知人を訪ねることが多い。最近はテレビ電話や電子メールなどの普及によりこの慣習に変化がある。